# Городищенские заводы
Городищенские заводы — первые в России металлургические предприятия, ставшие центром доменной металлургии на арендованных землях вдоль реки Тулицы в Старогородищенском стане Тульского уезда.
На этих заводах впервые в промышленном масштабе был реализован доменный процесс, налажены чугунолитейное производство и передел чугуна в железо (сталь).

## История
Заводы были построены на основании жалованной грамоты царя Михаила Фёдоровича от 29 февраля (10 марта по новому стилю) 1632 года — голландскими предпринимателями Андреасом и Абрахамом (Авраамом) Виниусами, а также их компаньоном Юлиусом Виллекеном (Julius Willeken) на арендованных землях вдоль реки Тулицы в Старогородищенском стане Тульского уезда (в советское время это был Ленинский район Тульской области, вошедший в 2014 году в город Тулу), в 12 верстах от Тулы. Компаньонам предписывалось «мельницы на тех местах ставить и железо на всякие статьи плавить и лить и ковать пушки и ядра и котлы и доски и разное прутье и всякое железное дело делать». Под «мельницами» подразумевались гидравлические установки (типа традиционных водяных мельниц с колёсами), использовавшиеся для приведения водой в действие доменных воздуходувок-мехов и ковавших чугун молотов, для чего вдоль реки цепочкой вытянулись пруды и плотины.

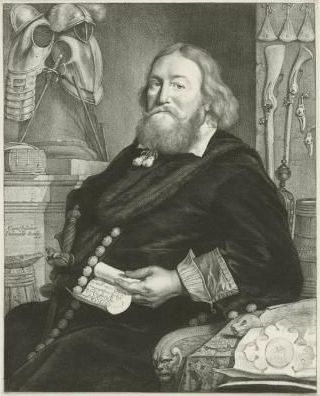
Андрей (Андреас) Виниус

С конца 1630-х годов заводы эксплуатировались под руководством нового состава владельцев: Андрей Виниус, Пётр Марселис и Филимон Акема. С декабря 1647 года заводы находились в ведении мануфакутры Бархатный двор под управлением Ю. Телепнёва и Б. Тушина. В сентябре 1648 года заводы снова вернулись к прежним владельцам, которые позднее построили Каширские заводы для передела чугуна, выплавленного на Городищенских заводах.
Городищенские заводы вместе с Каширскими заводами стали основой Тульско-Каширского металлургического района, в котором выплавлялся чугун, а из него производилась сталь. Первая поставка чугуна государству была осуществлена в 1636 году. По состоянию на 1647 год заводов было не менее трёх, в 1662 году существовали четыре завода, но два из них с 1655 года не работали); в 1690 году их осталось два. Железная руда на заводы поступала из Дедиловского уезда (в 1708 году вместе с Тульской провинцией вошёл в состав Московской губернии). Заводы выпускали сортовое железо, чугунные и железные изделия, в том числе пушки и ядра к ним. В начале 1660-х годов на базе Городищенских заводов был создан сереброплавильный завод, ставший первой попыткой выплавления серебра в Российской империи: на нём были установлены четыре сереброплавильные печи. Работы на этом заводе курировал Приказ тайных дел, производство обслуживали солдаты.
В качестве мастеров на Городищенских заводах работали иностранные специалисты — немецкие, французские, шведские, польские; вольнонаёмными были русские рабочие и крестьяне. Привлекались также кузнецы Тульской оружейной слободы, работавшие на оружейном заводе. Руду добывали служилые люди — казаки, стрельцы, пушкари и другие. Тульско-Каширский металлургический район стал источником кадров и технологического опыта при строительстве первых доменных заводов на Урале.
Точное время остановки заводов неизвестно, но в начале XVIII века они упоминаются в документах как действующие. Местоположение первых доменных заводов Российской империи было установлено в 1820-х годах академиком Иосифом Гамелем. В 1956 году на их месте работала экспедиция Института истории естествознания и техники Академии наук СССР, выявившая в ландшафте села Торхова и деревни Слободка на реке Синей Тулице остатки индустриальных объектов XVII века и археологическими средствами определившая их исторические границы.